# Petrus Johannes Arendzen

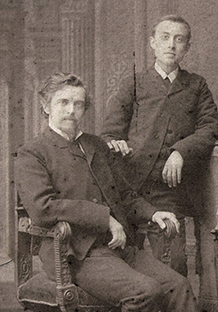
Peter Johannes Arendzen, zittend

Petrus Johannes Arendzen (Amsterdam, 23 oktober 1846 - Hampstead, 15 december 1932) was een Nederlands etser, tekenaar en portretschilder.
Arendzen volgde van 1861 tot 1864 de 'Opleiding Graveerschool' van de Koninklijke Academie voor Beeldende Kunsten te Amsterdam, de opvolger van de Stadstekenacdemie en de voorloper van de Rijksakademie van beeldende kunsten. Hij was een leerling van Johann Wilhelm Kaiser en Jean François Portaels in Brussel, en ging waarschijnlijk ook in de leer bij zijn schoonvader Th. Stracké.
Een bekend werk van Arendzen is het portret dat hij maakte ter gelegenheid van de inhuldiging van Koningin Wilhelmina. Waarschijnlijk was hij ook de maker van de ets van Spinoza uit 1883. Verder, een ets van de Munttoren te Amsterdam, gemaakt naar een schilderij van J.C. Greive ((1837-1891).
Arendzen en zijn echtgenote Epiphanie Josephine Leontine Ursule (Marechal) Stracké kregen in totaal 9 kinderen, van wie er waarschijnlijk drie jong zijn overleden (Bernadine en Leontine en Onbekend). In 1887 vertrok hij naar Engeland, alwaar hij ook stierf.
- Biografisch Portaal: 84798568
- Gemeinsame Normdatei: 102213968
- International Standard Name Identifier: 0000 0000 0526 7717
- Nederlandse Thesaurus van Auteursnamen: 070766940
- RKD-Nederlands Instituut voor Kunstgeschiedenis: 2361
- Union List of Artist Names: 500057430
- Virtual International Authority File: 37300262
- WorldCat: E39PCjt9fctYXQ6mpJTjVfmDFX